# Wohaib FC
El Hafiz Wohaib Butt Memorial Football Club, conocido como Wohaib F.C. , es un equipo de fútbol de Pakistán que juega en la Liga Premier de Pakistán, la liga de fútbol más importante del país.

## Historia
Fue fundado en el año 1982 en la ciudad de Lahore por el Ex Defensor de la Selección de fútbol de Pakistán, Hafiz Salman Butt en memoria de su fallecido hermano. Es el único equipo de Pakistán en haber avanzado a la Ronda Final de la Copa de Clubes de Asia y el primer equipo de una empresa privada en el país. Niunca ha sido campeón de Liga en su país, ni ha sido campeón de Copa.

## Participación en competiciones de la AFC
- Copa de Clubes de Asia: 1 aparición

1993 - Fase de grupos